# Severn Trent
La Severn Trent plc è un'azienda di pubblica utilità britannica. È negoziata nella London Stock Exchange e fa parte del FTSE 100 Index.
Severn Trent Water è una delle dieci società fornitrici di acqua privatizzate in Inghilterra. Fornisce acqua depurata e gestisce il sistema di recupero per le acque sporche per circa 8 milioni di persone nel Midlands inglese ed anche in certe regioni del Galles.
Come altre compagnie fornitrici di acqua in Inghilterra, la Severn Trent Water è controllata dal Ofwat (Office of Water Regulator, Ufficio regolatore delle acque).

## Bacini idrici
L'azienda gestisce un certo numero di bacini idrici, molti dei quali sono accessibili per uso ricreativo. Alcuni di essi sono: 
- Bacino idrico Carsington
- Draycote Water
- Bacino idrico Foremark
- Bacino idrico Ladybower
- Lago Vyrnwy
- Bacino idrico Tittesworth